# Rugby Challenge 2018
Il Rugby Challenge 2018 (in inglese 2018 Rugby Challenge), per esigenze di sponsorizzazione SuperSport Rugby Challenge 2018, fu la 2ª edizione del Rugby Challenge, competizione cadetta della Currie Cup organizzata dalla South African Rugby Union.
Si tenne dal 21 aprile 2018 al 15 luglio 2018 tra 15 squadre divise in 3 gironi secondo la stessa configurazione della stagione precedente; da esse uscirono le 8 miglior compagini per i play-off
Quattordici di tali quindici squadre erano sudafricane, la quindicesima, i Welwitschias, un club di Windhoek, capitale della confinante Namibia.
Ad aggiudicarsi il torneo furono i Pumas che, nella gara per il titolo a Oudtshoorn, batterono 32-30 i Griquas alla loro seconda finale consecutiva e ancora a zero vittorie: la vittoria giunse nei secondi finali grazie a un drop di van Staden che ribaltò il risultato che vedeva i Pumas indietro per 29-30.
La formazione di Nelspruit vinse il torneo con 11 vittorie su altrettante gare.

## Squadre partecipanti

### Girone Nord
- Blue Bulls (Pretoria)
- Falcons (Ekurhuleni)
- Golden Lions (Johannesburg)
- Pumas (Nelspruit)
- Welwitschias (Windhoek, Namibia)

### Girone Centro
- Free State (Bloemfontein)
- Griffons (Welkom)
- Griquas (Kimberley)
- Leopards (Potchefstroom)
- Natal Sharks (Durban)

### Girone Sud
- Boland Cavaliers (Wellington)
- Border Bulldogs (East London)
- E.P. Elephants (Port Elizabeth)
- Eagles (George)
- Western Province (Città del Capo)

## Formula
Le 15 squadre furono ripartite in 3 gironi geografici, in ciascuno dei quali le cinque squadre che li componevano si incontrarono in doppia gara di andata e ritorno su 10 fine settimana (8 incontri + 2 riposi a testa).
Ai quarti di finali accedettero le prime due di ogni girone più le due migliori terze in base al punteggio acquisito.
I turni a eliminazione diretta, compresa la finale, si tennero in gara unica in casa della squadra con il punteggio migliore in prima fase.
In tale edizione di torneo furono collaudate alcune varianti al regolamento, tra cui la possibilità di utilizzare 12 cambi volanti durante la partita, 4 dei quali riservati ai giocatori di prima linea, e l'eventualità di terminare l'incontro con un uomo in meno qualora si fosse la causa in partita di mischie no-contest; tuttavia nessuna di tali varianti fu adottata a livello professionistico maggiore.

## Stagione regolare

### Girone Nord
| 21-4-2018 | 1ª/6ª giornata         | 26-5-2018 |
| --------- | ---------------------- | --------- |
| 36-18     | Pumas — Blue Bulls     | 34-22     |
| 7-39      | Welwitschias — Falcons | 34-24     |
| rip.      | Golden Lions           |           |
|           |                        |           |

| 12-5-2018 | 4ª/9ª giornata         | 15-6-2018 |
| --------- | ---------------------- | --------- |
| 12-68     | Falcons — Golden Lions | 30-45     |
| 12-54     | Welwitschias — Pumas   | 3-94      |
| rip.      | Blue Bulls             |           |

| 28-4-2018 | 2ª/7ª giornata            | 2-6-2018 |
| --------- | ------------------------- | -------- |
| 73-20     | Blue Bulls — Welwitschias | 47-31    |
| 26-35     | Golden Lions — Pumas      | 35-43    |
| rip.      | Falcons                   |          |
|           |                           |          |

| 19-5-2018 | 5ª/10ª giornata           | 24-6-2018 |
| --------- | ------------------------- | --------- |
| 27-20     | Blue Bulls — Golden Lions | 29-47     |
| 54-7      | Pumas — Falcons           | 58-29     |
| rip.      | Welwitschias              |           |

| 5-5-2018 | 3ª/8ª giornata              | 8-6-2018 |
| -------- | --------------------------- | -------- |
| 35-64    | Falcons — Blue Bulls        | 32-37    |
| 35-45    | Welwitschias — Golden Lions | 10-89    |
| rip.     | Pumas                       |          |

#### Classifica
|  |    | Squadra      | G | V | N | P | PF  | PS  | P±   | B | Pt |
|  | -- | ------------ | - | - | - | - | --- | --- | ---- | - | -- |
|  | 1. | Pumas        | 8 | 8 | 0 | 0 | 408 | 152 | 256  | 7 | 39 |
|  | 2. | Golden Lions | 8 | 5 | 0 | 3 | 375 | 221 | 154  | 8 | 28 |
|  | 3. | Blue Bulls   | 8 | 5 | 0 | 3 | 317 | 255 | 62   | 7 | 27 |
|  | 4. | Falcons      | 8 | 1 | 0 | 7 | 208 | 367 | −159 | 7 | 11 |
|  | 5. | Welwitschias | 8 | 1 | 0 | 7 | 152 | 465 | −313 | 3 | 7  |

### Girone Centro
| 21-4-2018 | 1ª/9ª giornata      | 16-6-2018 |
| --------- | ------------------- | --------- |
| 50-33     | Griquas — Sharks    | 38-34     |
| 21-47     | Leopards — Griffons | 38-35     |
| rip.      | Free State          |           |
|           |                     |           |

| 13-5-2018 | 4ª/8ª giornata       | 9-6-2018 |
| --------- | -------------------- | -------- |
| 31-32     | Griquas — Free State | 27-19    |
| 28-57     | Leopards — Sharks    | 24-52    |
| rip.      | Griffons             |          |

| 28-4-2018 | 2ª/6ª giornata        | 26-5-2020 |
| --------- | --------------------- | --------- |
| 31-56     | Griffons — Free State | 19-33     |
| 80-14     | Griquas — Leopards    | 46-31     |
| rip.      | Sharks                |           |
|           |                       |           |

| 19-5-2018 | 5ª/10ª giornata     | 23-6-2018 |
| --------- | ------------------- | --------- |
| 12-10     | Free State — Sharks | 21-48     |
| 38-37     | Griquas — Griffons  | 37-31     |
| rip.      | Leopards            |           |

| 5-5-2018 | 3ª/7ª giornata        | 2-6-2018 |
| -------- | --------------------- | -------- |
| 40-20    | Free State — Leopards | 38-26    |
| 33-22    | Sharks — Griffons     | 45-43    |
| rip.     | Griquas               |          |

#### Classifica
|  |    | Squadra      | G | V | N | P | PF  | PS  | P±   | B  | Pt |
|  | -- | ------------ | - | - | - | - | --- | --- | ---- | -- | -- |
|  | 1. | Griquas      | 8 | 7 | 0 | 1 | 347 | 231 | 116  | 8  | 36 |
|  | 2. | Natal Sharks | 8 | 5 | 0 | 3 | 312 | 238 | 74   | 9  | 29 |
|  | 3. | Free State   | 8 | 6 | 0 | 2 | 251 | 212 | 39   | 5  | 29 |
|  | 4. | Griffons     | 8 | 1 | 0 | 7 | 265 | 301 | −36  | 11 | 15 |
|  | 5. | Leopards     | 8 | 1 | 0 | 7 | 202 | 395 | −193 | 4  | 8  |

### Girone Sud
| 22-4-2018 | 1ª/6ª giornata                  | 26-5-2018 |
| --------- | ------------------------------- | --------- |
| 51-24     | Cavaliers — Bulldogs            | 14-29     |
| 12-59     | EP Elephants — Western Province | 75-28     |
| rip.      | Eagles                          |           |
|           |                                 |           |

| 11-5-2018 | 4ª/9ª giornata          | 15-6-2018 |
| --------- | ----------------------- | --------- |
| 22-17     | Bulldogs — EP Elephants | 14-26     |
| 37-12     | Cavaliers — Eagles      | 27-31     |
| rip.      | Western Province        |           |

| 28-4-2018 | 2ª/7ª giornata              | 2-6-2018 |
| --------- | --------------------------- | -------- |
| 7-36      | Bulldogs — Western Province | 24-52    |
| 20-34     | EP Elephants — Eagles       | 28-47    |
| rip.      | Cavaliers                   |          |
|           |                             |          |

| 19-5-2018 | 5ª/10ª giornata           | 23-6-2018 |
| --------- | ------------------------- | --------- |
| 40-37     | Cavaliers — EP Elephants  | 20-12     |
| 3-50      | Eagles — Western Province | 26-41     |
| rip.      | Bulldogs                  |           |

| 4-5-2018 | 3ª/8ª giornata               | 9-6-2018 |
| -------- | ---------------------------- | -------- |
| 38-20    | Eagles — Bulldogs            | 24-17    |
| 23-21    | Western Province — Cavaliers | 24-24    |
| rip.     | EP Elephants                 |          |

#### Classifica
|  |    | Squadra          | G | V | N | P | PF  | PS  | P±   | B | Pt |
|  | -- | ---------------- | - | - | - | - | --- | --- | ---- | - | -- |
|  | 1. | Western Province | 8 | 7 | 1 | 0 | 360 | 145 | 215  | 7 | 37 |
|  | 2. | Boland Cavaliers | 8 | 4 | 1 | 3 | 234 | 192 | 42   | 7 | 25 |
|  | 3. | Eagles           | 8 | 5 | 0 | 3 | 215 | 240 | −25  | 4 | 24 |
|  | 4. | Border Bulldogs  | 8 | 2 | 0 | 6 | 157 | 258 | −101 | 3 | 11 |
|  | 5. | E.P. Elephants   | 8 | 1 | 0 | 7 | 180 | 311 | −131 | 6 | 10 |

## Play-off
|  | Quarti di finale | Quarti di finale | Quarti di finale |              |            | Semifinali | Semifinali | Semifinali |  |  | Finale | Finale | Finale |  |
|  |                  |                  |                  |              |            |            |            |            |  |  |        |        |        |  |
|  | Pumas            | Pumas            | 30               |              |            |            |            |            |  |  |        |        |        |  |
|  | Pumas            | Pumas            | 30               |              |            |            |            |            |  |  |        |        |        |  |
|  | Blue Bulls       | Blue Bulls       | 24               |              |            |            |            |            |  |  |        |        |        |  |
|  | Blue Bulls       | Blue Bulls       | 24               |              | Pumas      | Pumas      | 30         |            |  |  |        |        |        |  |
|  |                  |                  |                  |              | Pumas      | Pumas      | 30         |            |  |  |        |        |        |  |
|  |                  |                  | Natal Sharks     | Natal Sharks | 17         |            |            |            |  |  |        |        |        |  |
|  | Natal Sharks     | Natal Sharks     | Natal Sharks     | Natal Sharks | 17         | 55         |            |            |  |  |        |        |        |  |
|  | Natal Sharks     | Natal Sharks     |                  |              |            |            |            |            |  |  |        |        |        |  |
|  | Golden Lions     | Golden Lions     | 12               |              |            |            |            |            |  |  |        |        |        |  |
|  | Golden Lions     | Golden Lions     | 12               |              | Pumas      | Pumas      | 32         |            |  |  |        |        |        |  |
|  |                  |                  |                  |              |            |            |            |            |  |  |        |        |        |  |
|  |                  |                  | Griquas          | Griquas      | 30         |            |            |            |  |  |        |        |        |  |
|  | Western Province | Western Province | Griquas          | Griquas      | 30         | 20         |            |            |  |  |        |        |        |  |
|  | Western Province | Western Province |                  |              |            |            |            |            |  |  |        |        |        |  |
|  | Free State       | Free State       | 26               |              |            |            |            |            |  |  |        |        |        |  |
|  | Free State       | Free State       | 26               |              | Free State | Free State | 27         |            |  |  |        |        |        |  |
|  |                  |                  |                  |              | Free State | Free State | 27         |            |  |  |        |        |        |  |
|  |                  |                  | Griquas          | Griquas      | 14         |            |            |            |  |  |        |        |        |  |
|  | Griquas          | Griquas          | Griquas          | Griquas      | 14         | 55         |            |            |  |  |        |        |        |  |
|  | Griquas          | Griquas          |                  |              |            |            |            |            |  |  |        |        |        |  |
|  | Boland Cavaliers | Boland Cavaliers | 12               |              |            |            |            |            |  |  |        |        |        |  |

### Quarti di finale
| Arbitro: | Quinton Immelman (Pretoria) |

|                          |      |                         |
| M. Coetzee Rudolph Herne | mt   | Maritz Guma (2) Douwrie |
| C. Smith (2) v. Staden   | tr   | T. de Beer Douwrie      |
| C. Smith (3)             | c.p. |                         |

| Arbitro: | Stephan Geldenhuys (Wellington) |

|                                                   |      |                    |
| Pretorius K. Steyn Arendse AJ Coertzen (2) Kruger | mt   | Bothma Sass Mayeza |
| Whitehead (4) Swarts (2)                          | tr   | Watts (2)          |
| Whitehead (3)                                     | c.p. | Watts              |

| Arbitro: | Paul Mente (King William's Town) |

|                                                  |      |                    |
| Mtembu G. Williams April (2) Winnaar (2) Blewett | mt   | J. Venter Simelane |
| Garth April (6) Visagie                          | tr   | Reynolds           |
| April (2)                                        | c.p. |                    |

| Arbitro: | Ben Crouse (Port Elizabeth) |

|              |      |                                  |
| Leyds Brits  | mt   | Wiese CJ Coetzee (2) v. Rensburg |
| Hermanus     | tr   | v. Rensburg (3)                  |
| Hermanus (2) | c.p. |                                  |

### Semifinali
| Arbitro: | AJ Jacobs (Kimberley) |

|                              |      |                     |
| Ungerer Isbell DJ Terblanche | mt   | Koegelenberg Dimaza |
| C. Smith (3)                 | tr   | April Visagie       |
| C. Smith (3)                 | c.p. | April               |

| Arbitro: | Cwengile Jadezweni (Stellenbosch) |

|                          |      |                  |
| Mkhafu v. Vuren K. Steyn | mt   | Wiese CJ Coetzee |
| Whitehead (3)            | tr   | Stapelberg (2)   |
| Whitehead (2)            | c.p. |                  |

### Finale
| Arbitro: | Quinton Immelman (Pretoria) |

|                                     |      |                              |
| v. Rensburg (2) Willemse M. Joubert | mt   | K. Steyn Francke AJ Coertzen |
| C. Smith (3)                        | tr   | Whitehead (3)                |
| C. Smith                            | c.p. | Whitehead (3)                |
| v. Staden                           | drop |                              |